# Stadio CAP

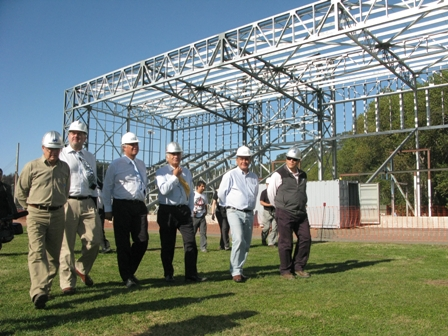
Gastón Saavedra (sindaco di Talcahuano), Raúl Sunico (vicepresidente della Camera dei Deputati) e Arturo Aguayo (presidente del CD Huachipato) visitano il cantiere dello stadio durante la costruzione.

Lo stadio CAP è uno stadio di calcio situato nella città di Talcahuano nella regione del Bío Bío in Cile. L'impianto ospita le partite casalinghe del Club Deportivo Huachipato. Lo stadio deve il suo nome alla Compañía de Acero del Pacífico (CAP), la società siderurgica che l'ha finanziato e realizzato.

## Storia
I lavori per la costruzione dello stadio sono iniziati nel luglio 2008 a seguito della demolizione dell'Estadio Las Higueras (costruito nel 1961), vecchia sede del club.
La prima partita è stata disputata il 27 settembre 2009 (Huachipato - Everton 1-2), tuttavia l'inaugurazione ufficiale dell'impianto è avvenuta il 4 novembre dello stesso anno con la partita amichevole tra le nazionali del Cile e del Paraguay terminata 2-1 per la squadra di casa.
Tra il 2010 e il 2012 lo stadio è stato saltuariamente utilizzato anche dal Club de Deportes Naval, altro club di Talcahuano militante nella Primera B; l'impianto casalingo del Naval è stato seriamente danneggiato dal terremoto del 2010 e durante il tempo necessario per la ristrutturazione alcune delle partite casalinghe sono state ospitate dall'Estadio CAP.

## Struttura
Lo stadio è composto da quattro tribune poste ai lati del campo da gioco, ciascuna con ingresso indipendente dalle altre. L'impianto di illuminazione dello stadio è composto da 6 torri, ciascuna con 48 fari, per una capacità luminosa complessiva di 1.400 lux. Il parcheggio dello stadio ospita 1.000 posti auto e 25 riservati agli autobus.
In occasione della partita disputata tra Huachipato e Rangers del 29 novembre 2012 è stato inaugurato il nuovo sistema di tornelli con controllo elettronico degli accessi, l'Estadio CAP è stato il primo impianto cileno a dotarsi di questa tecnologia che permette di identificare gli spettatori e bloccare l'ingresso di tutti coloro che hanno il divieto di recarsi allo stadio a seguito di episodi di violenza.